# Air gap

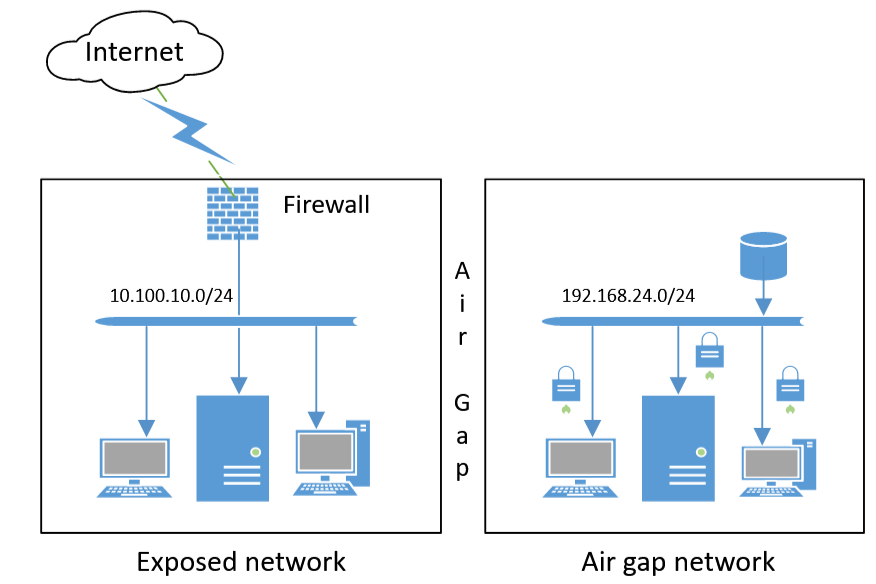
Exemple d'Air Gap Network.

En sécurité informatique, un air gap,  aussi appelé air wall, est une mesure de sécurité consistant à isoler physiquement un système à sécuriser de tout réseau informatique. Cette mesure, lorsqu'elle est correctement implémentée, rend toute tentative de piratage à distance impossible, quelle que soit sa sophistication.
Cette mesure permet un niveau de sûreté très élevé mais présente des contraintes d'exploitations importantes ; c'est pourquoi elle est en général limitée aux systèmes critiques.
L'isolation physique s'entend ici au sens large, c'est-à-dire qu'un système derrière un air wall ne devra pas posséder de branchement réseau filaire et devra également être isolé électromagnétiquement. Tout branchement de périphérique susceptible d'être raccordé d'une façon ou d'une autre à une autre machine est également à proscrire, puisque le microcode d'un tel périphérique est susceptible de contenir un logiciel malveillant qui pourra, le cas échéant, récupérer des données sur la machine cible et les retransmettre au pirate lorsqu'il sera rebranché sur une machine reliée au réseau. Un tel système ne devra pas être équipé d'outils de communication radio (cartes Wifi, GSM, 3G...) et, dans les cas les plus critiques, devra faire l'objet d'un traitement limitant les émissions involontaires (risque d'attaque TEMPEST mitigé par l'emploi de cages de Faraday) ainsi que par des systèmes encore plus évolués tels que le Tactical Electromagnetic Cyber Warfare Demonstrator permettant « d'utiliser les ondes électromagnétiques afin d'infiltrer des réseaux fermés. (...) pour extraire ou injecter des données dans un réseau filaire ».

## Vulnérabilités
En 2014, Adi Shamir explique lors de la conférence Black Hat européenne à Amsterdam avoir réussi à communiquer avec une machine sous air gap par le biais d’une imprimante tout-en-un compromise.
En 2017, des chercheurs en cybersécurité de l'université Ben Gourion ont réussi à voler des données d'un ordinateur en air gap, par l'intermédiaire de la DEL d'activité du disque dur. Cette technique nécessite l'infection préalable de l'ordinateur par un logiciel malveillant qui prend le contrôle de la DEL et transmet les données en la faisant clignoter à des fréquences indiscernables pour l’œil humain; des caméras ou d'autres capteurs optiques doivent avoir une vue sur l'ordinateur, éventuellement à travers une fenêtre, pour récupérer la transmission.